# Chapelle du Petit-Puy
La chapelle du Petit-Puy est une chapelle désaffectée, de l'ancien logis du Petit-Puy situé à Terves (commune associée de Bressuire), en France.

## Localisation
La chapelle est située dans le département français des Deux-Sèvres, au nord de l'ancienne commune de Terves, le long de la route de Bressuire à Fontenay-le-Comte (D 938 ter) et du Dolo.

## Historique
La chapelle date du XVIe siècle. Le logis attenant et l'enceinte fortifiée avec ses sept tours ont été détruits pendant la guerre de Vendée.
L'édifice est inscrit au titre des monuments historiques en 1941.